# Johann Baptist Moser

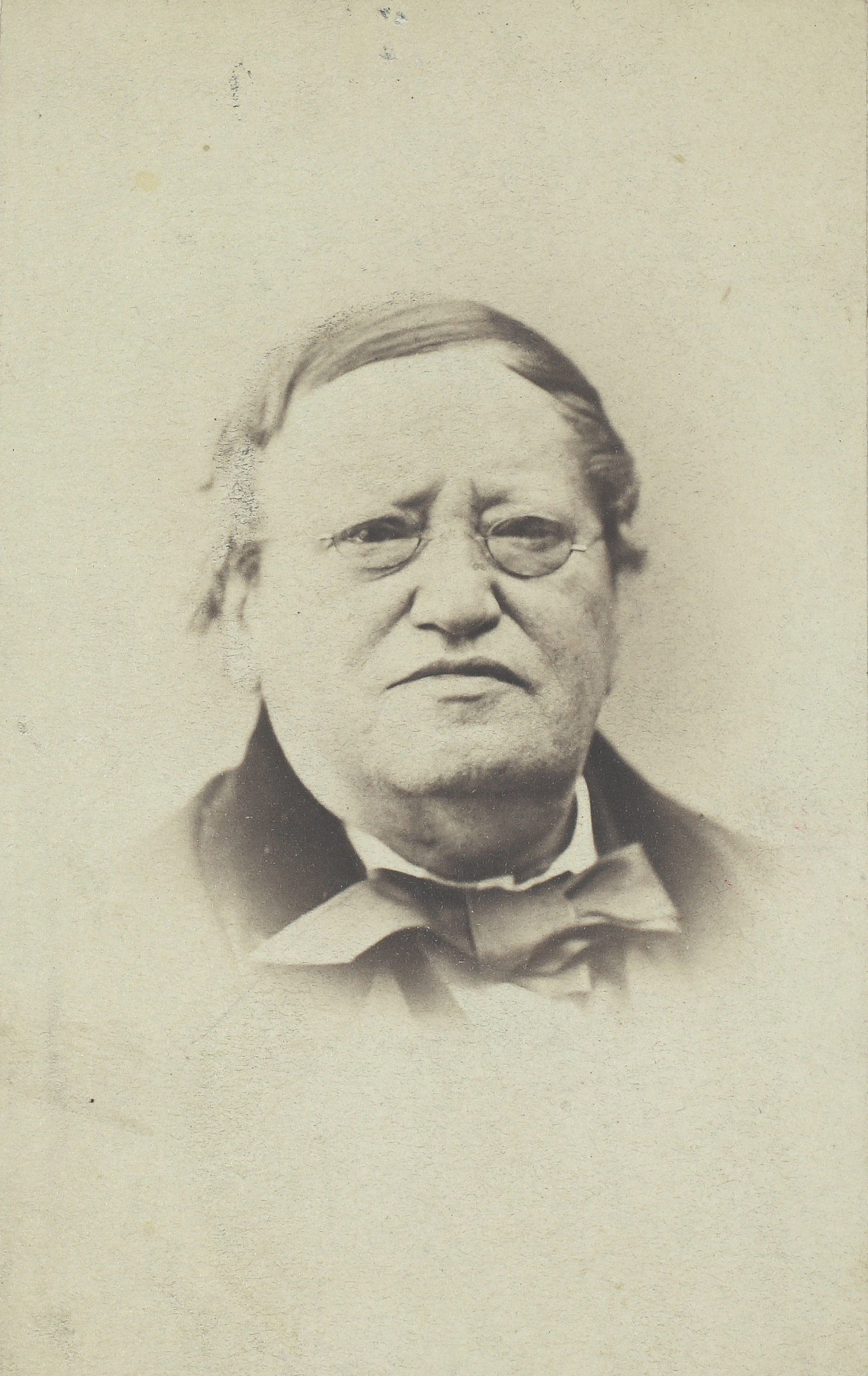
Johann Baptist Moser (um 1860)

Johann Baptist Moser (* 25. November 1799 in Wien; † 6. Dezember 1863 ebenda) war ein österreichischer Volkssänger.
Er wurde als Sohn eines Trödlers geboren. Sein richtiger Familienname lautete Müller. Er wollte ursprünglich Lehrer  werden, wegen der fehlenden Mittel für eine Ausbildung trat er jedoch bei einer Herrschaft in Dienst und bereiste so einige Länder Europas. Dabei erlernte er Sprachen und bestritt nach seiner Rückkehr als Sprachlehrer seinen Lebensunterhalt.  Durch die Darbietungen der Harfenisten inspiriert, begann er Couplets zu schreiben, mit denen er selbst auftrat.

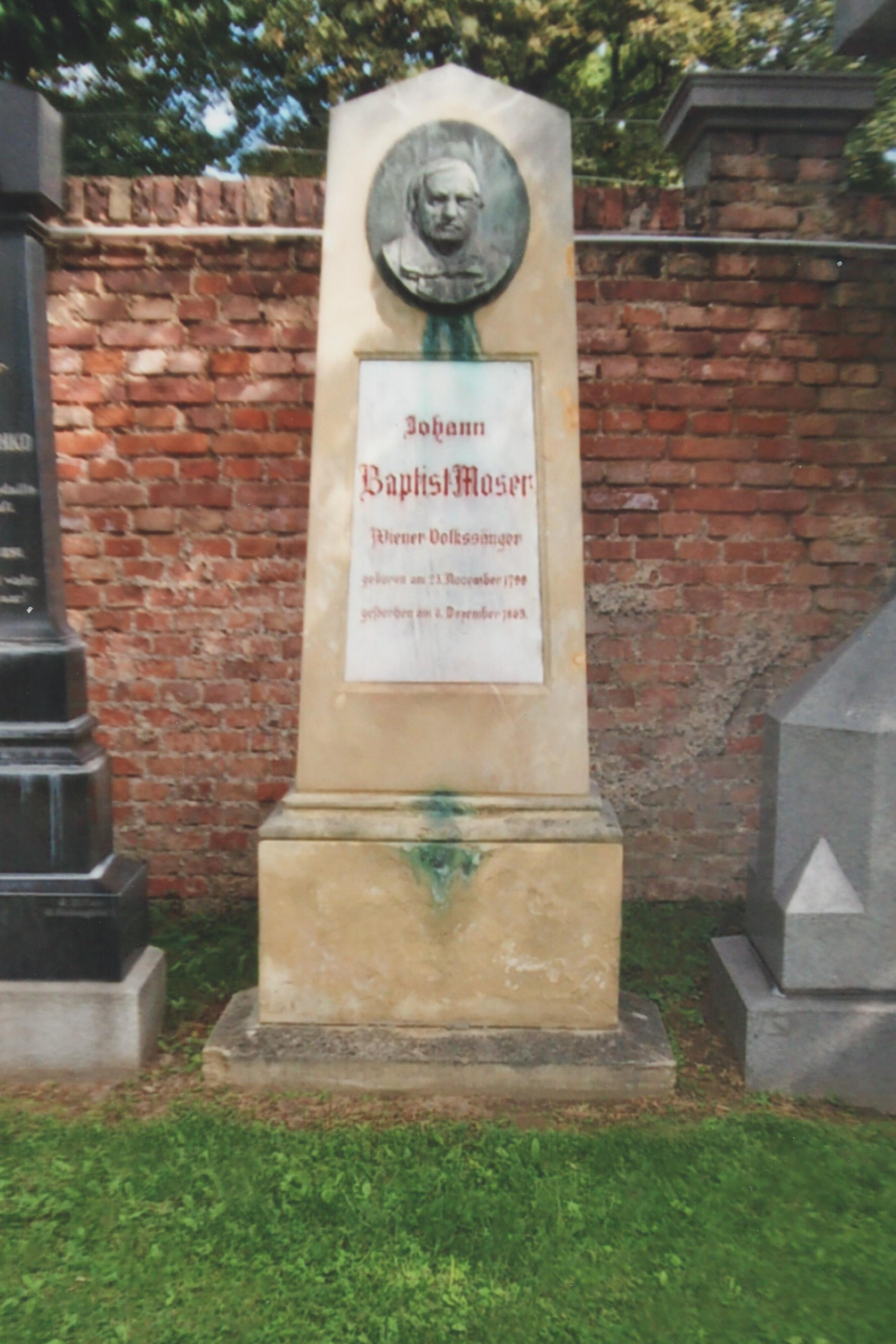
Grabstätte von Johann Baptist Moser

Er nannte sich Volkssänger, trat seriös gekleidet auf und erhob Eintrittsgelder, statt wie bisher üblich mit dem Hut absammeln zu gehen. Vor allem aber ersetzte er als Begleitinstrument die Harfe durch das Klavier und karikierte in seinem volkstümlich, poetisch-humoristischen Texten voller Wortwitz die Leute und reformierte so das Harfenistentum. Er vermied peinlich jede Zote und wurde dadurch auch von gehobenen Kreisen akzeptiert. Seine zahlreichen Szenen, genannt „Conversationen“ in denen meist drei Typen (der Gescheite, der Dumme und der Frotzler) zu finden sind, können als Vorläufer späterer Kabarett-Conferencen betrachtet werden, erfreuten sich größter Beliebtheit. Eine Auswahl von ihnen erschienen zusammen mit seinen Couplettexten ab 1842 in 20 kleinen Bändchen als „Das Wiener Volksleben in komischen Scenen“. Die beliebtesten Szenen waren „Die Conversation im Paradeisgartel“, „Die Conversation im Versatzamte“.
J. B. Moser wurde von vielen bedeutenden Zeitgenossen, wie Herzog Max in Bayern (dem Vater der österreichischen Kaiserin Elisabeth) oder Ignaz Franz Castelli, dem Dichter und Begründer des Wiener Tierschutzvereins geschätzt und war eine der bedeutendsten Persönlichkeiten des Wiener Biedermeier. Bemerkenswert sind seine Tourneen, die ihn u. a. nach Hamburg, Berlin, München und Triest führten, sowie seine Benefizveranstaltungen zugunsten in Not geratener Mitbürger. Moser genoss zu seinen Lebzeiten große Popularität. Er ist heute fast gänzlich vergessen und nur durch einige seiner Couplets z. B.: „Die Welt ist ein Komödienhaus“, „Dessert-Gstanzeln“, „Der Herr von Hecht“ und vor allem durch seinen Text zur „Tritsch-Tratsch-Polka“ von Johann Strauss bekannt.
Zwanzig Jahre war er vom Erfolg begleitet. Nach 1848 sank jedoch seine Beliebtheit; er starb verbittert und völlig verarmt an Lungenlähmung und wurde auf dem Schmelzer Friedhof begraben. Etwa 50 Jahre nach seinem Tod wurde er exhumiert und erhielt ein Ehrengrab am Wiener Zentralfriedhof (Gruppe 0, Reihe 1, Nummer 37).